# Los Arcos
Los Arcos település Spanyolországban, Navarra autonóm közösségben. Los Arcos Mendavia, Lazagurría, El Busto, Piedramillera, Sansol, Mués, Etayo, Villamayor de Monjardín, Barbarin, Luquin és Sesma községekkel határos. Lakosainak száma 1191 fő (2024).

## Népesség
A település népessége az elmúlt években az alábbi módon változott:
| Lakosok száma | 1319 | 1300 | 1261 | 1277 | 1214 | 1167 | 1104 | 1134 | 1139 | 1191 |
|               | 2001 | 2004 | 2007 | 2009 | 2012 | 2014 | 2017 | 2019 | 2022 | 2024 |